# Provincia di Tocopilla
La provincia di Tocopilla è una delle tre province della regione cilena di Antofagasta il capoluogo è la città di Tocopilla.	
La provincia è composta dai due comuni di:
- María Elena
- Tocopilla